# オクラホマ州の歴史

オクラホマの州旗

オクラホマ州の歴史では、オクラホマ州の歴史と、州が現在占めている土地の歴史を扱う。1803年のルイジアナ買収で、オクラホマの大部分（パンハンドル地域以外のすべて）が取得された。パンハンドル地域は米墨戦争の後に合衆国の土地となった。
フランシスコ・バスケス・デ・コロナドがオクラホマに足を踏み入れた最初のヨーロッパ人であるかどうかにはいくつかの疑問が残されている。

## 州制以前

### インディアン移住
900年から1200年ごろにはインディアンが定住し、文化を築いていたことが1930年代に東部で見つかった遺跡により判っている。
1907年に州になる前に、オクラホマは合衆国政府にインディアン準州と指定された。これは、合衆国が19世紀にミシシッピ川を越えて西方へ拡大したため、インディアンが移住する場所を提供するために行われた。
1830年のインディアン移住法は就任して1年もたっていないアンドリュー・ジャクソン大統領によって調印された。この法は、ミシシッピ川の東に住んでいるインディアン部族に移住条約を交渉するための権力を大統領に与えた。条約は、川の東側に住むインディアンに土地を諦めさせて西へと向かわせるよう求めた。残留を望んだ人々は留まることを許可され、彼らの州で市民になった。ジャクソンの諸条件に同意した部族にとって、移住は平和的であったが、結局抵抗した者は強制的に移住させられた。
北部のインディアン部族にはショーニー、オタワ（w:Ottawa (tribe)）、ポタワトミ（w:Potawatomi）、ソウク（w:Sac (tribe)）、フォックス（w:Fox (tribe)）がいた。彼らの小規模さとまとまりのなさのために、移住ははるかに大きくて組織化された南部の部族のそれよりも容易に行われた。
アメリカ合衆国南部に住んでいたチョクトー、クリーク、チカソー、セミノール、チェロキー（文明化五部族）は、西洋の習慣を採用したために、チェロキーの場合は、近隣とのよい関係を保ちながら文字を発達させたために、文明的であると考えられていた。
チョクトーは1830年9月に、ダンシング・ラビット・クリーク条約（w:Treaty of Dancing Rabbit Creek）として知られる移住条約に調印した。ミシシッピに留まることを決定したチョクトーたちはすぐに彼らの先祖伝来の土地を強制的に追い出され西へ向かわされた 。
クリークもまた移住を拒否し、彼らの残された土地の所有権の保護と引き換えに、彼らの土地の大部分を明け渡す1832年3月の条約に調印した。合衆国はクリークたちを保護せず、1837年、彼らは条約に調印することなく軍事的に強制移住された 。
チカソーは移住を必然的であると見なし、1832年に彼らの移動の保護を含んでいた条約に調印した。チカソーたちは、白人入植者とインディアンの土地の保護を戦争局が拒否した結果、やむをえず早くに動いた 。
1833年、セミノールの小集団が移住条約に調印した。しかしながら、部族の大部分によってこの条約は無効であると宣言された。結果として第二次、第三次セミノール戦争が起こった。最終的に戦争を生き残った者は西へと移住することになった 。
チェロキーは、違法な条約、1833年のニューエコタ条約（w:Treaty of New Echota）にだまされた。チェロキーは西に強制的に移住させられるまでに2年間の猶予を得た。2年の後、たったの2,000名のチェロキーが西へと移住し、16,000名は彼らの土地に居残った。合衆国はチェロキーを、彼らの所有物を集める時間なしで西に動かすため、7,000人の兵士を派遣した。この西方への行進は4,000名のチェロキーが死亡した涙の道として知られている 。

### 南北戦争以後
南北戦争の後の1866年、連邦政府は新しい条約を部族に強制した。インディアン準州の中部と西部の大部分の土地が政府に割譲された。土地の一部は他の部族に与えられたが、中央部分、いわゆるUnassigned Lands（未割当地）は政府のものとして残った。また別の譲歩によって、インディアンの土地に鉄道を交差することを許した。1862年、スタンド・ワティは「南部チェロキーネーション」の酋長に選出された。さらに奴隷制の慣習は違法とされた。一部のネーションは人種的に、または彼らの奴隷と統合されたのだが、他のネーションは元奴隷に対して非常に敵対的であったので、元奴隷を領土から追放することを望んだ。
1870年代には、1862年のホームステッド法の下で、インディアン準州の政府の土地への入植を望む人々の動きが起こった。彼らは未割当地をオクラホマと呼び、自分たちをブーマー（Boomer）と呼んだ。1871年のワティの死後、南部チェロキー・ネーションはケンタッキーへと移動させられた。1880年代、州の非常にまばらな人口のパンハンドル地域への初期の入植者たちは、シマロン準州を作ろうとしたが、連邦政府に対して訴訟で敗北した。このことは、テキサス州パリス（w:Paris, Texas）の裁判官によって、エリアへの呼び名を何気なく作ることを促した。「この土地は誰にも所有されていない」と裁判官は言い、この後にパンハンドルは数十年後に州制になるまで、誰もいない土地、ノーマンズランド（No Man's Land）と呼ばれた。
1884年、合衆国対ペインの裁判で、カンザス州トピカの合衆国地方裁判所は、1866年の条約の下でインディアンから政府に割譲された土地への入植は犯罪ではないと裁決した。政府は当初抵抗したが、議会はすぐに入植を認可する法を制定した。
議会は1887年にドーズ法（あるいはインディアン一般土地割当法）を可決し、政府にインディアンの土地を個人の所有地へ分割するため、部族との合意を交渉するよう求めた。この分割制度の下、残された部族の土地は非インディアンの入植のために調査をされることになった。入植の後、多くの白人たちは、土地紛争で元奴隷への優遇を与える共和党の職員を起訴した。

## オクラホマ準州とインディアン準州

### ランドラッシュ

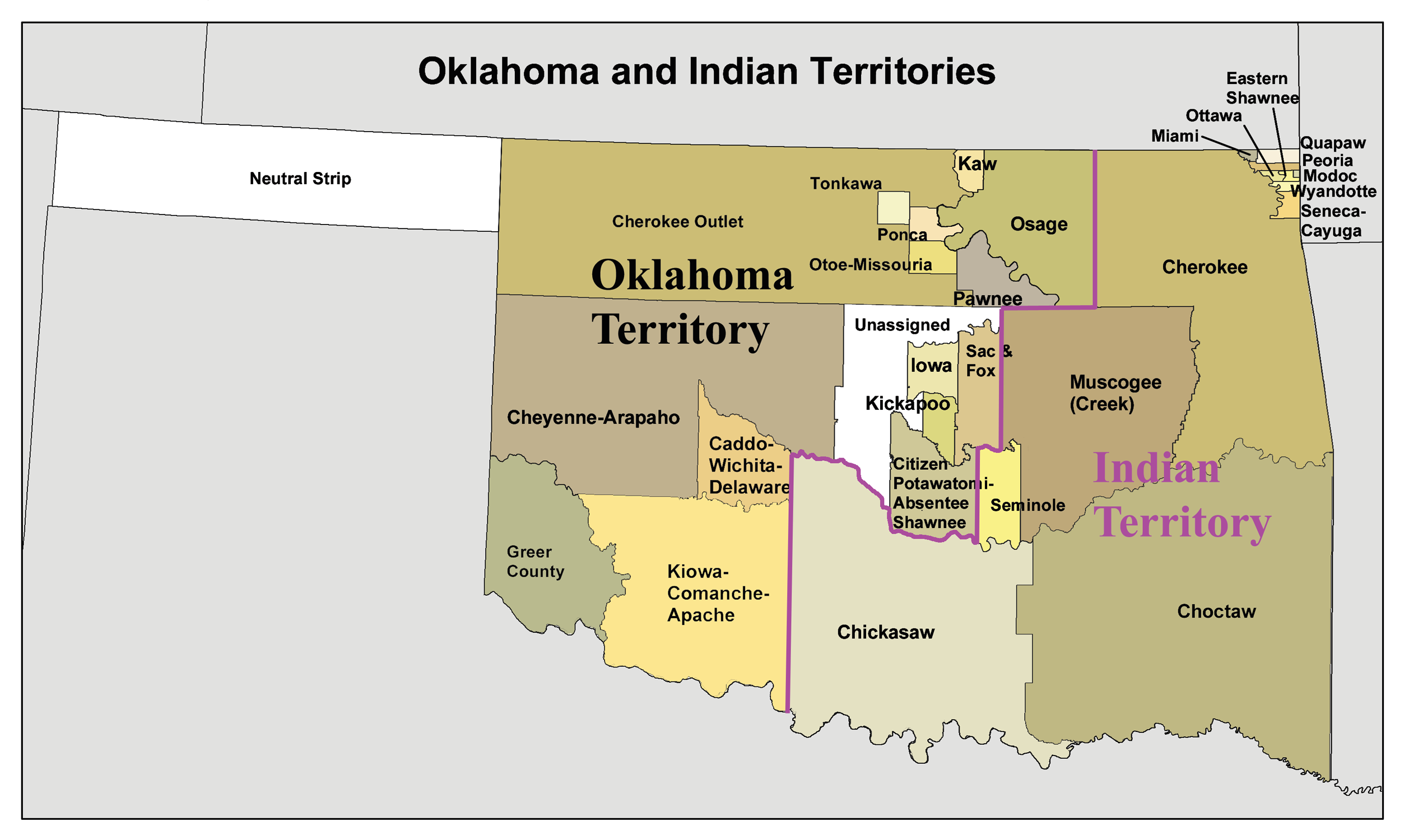
1890年代のオクラホマ準州とインディアン準州

合衆国はクリークとセミノールと、二つの新しい条約を締結した。これらの条約の下、部族は、他のインディアン部族と自由黒人が入植するためのオクラホマでの彼らの土地の一部を合衆国に販売することになった。10年以上の間無人の状態であったため、この土地は1880年代、未割当地（w:Unassigned Lands）、もしくはオクラホマ・カントリーと一般に呼ばれるようになった。
1879年、チェロキーの混血のエリアス・C・ブディノットは、これらの未割当地は合衆国に所属している権利のために入植に開放されるべきと主張し、「これらの土地にインディアンと黒人が移住した1866年、合衆国政府の願望または意志がどのようなものであったとしても、1879年にはどんな願望も意志も存在しないのは確かである。この日以来黒人は、合衆国の市民になり、議会は最近、実際に準州へのインディアンの強制移住を禁じる法を制定したばかりだ」と言った。

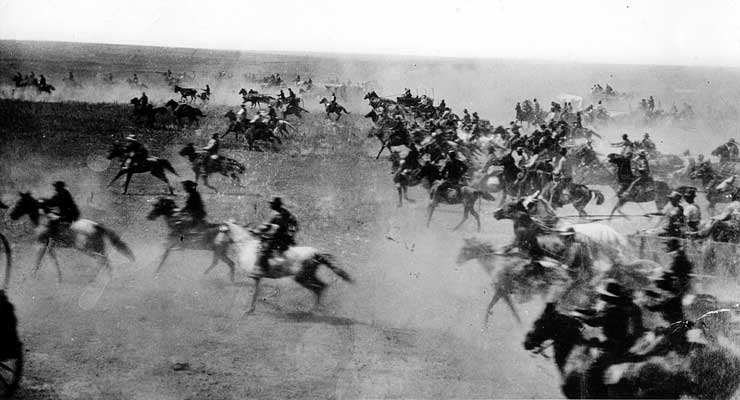
オクラホマのランドラッシュ

1889年3月23日に、ベンジャミン・ハリソン大統領は、1889年4月22日に入植のための200万エーカー（8,000平方キロメートル）の未割当地を開放する法令に調印した。それは多くのランドラッシュの最初とされたが、後に土地の開放は広まった不正のために抽選によって行われた。入植者の中にはスーナー（w:Sooners）と呼ばれる者もいて、彼らは土地が公式に入植に開放されるより前に土地に住み着いて権利を主張した。
1890年のオーガニック法によって、未割当地とノーマンズランドとして知られる土地からオクラホマ準州が作られた。
1893年、政府はチェロキー・アウトレット（w:Cherokee Outlet）、またはチェロキー・ストリップに入植する権利をチェロキー・ネーションから購入した。チェロキー・アウトレットは1866年の条約で政府に割譲された土地の一部だったが、チェロキーはエリアへのアクセスを保有しており、いくつかのシカゴの精肉業工場に巨大な牛の牧場のために賃貸していた。チェロキー・ストリップは1894年にランドラッシュの入植に開放された。また、1893年、議会は部族の土地を個々のインディアンへと分割することについて文明化五部族それぞれとの協定を交渉するためのドーズ委員会を設立した。最終的に、1898年のカーティス法はインディアン準州のすべてにおける部族の管轄を撤廃した。

## 州制の後

### 20世紀
20世紀前半、石油産業が始まった。地下の石油の巨大な貯蔵がタルサ近くのグレンプール（w:Glenpool, Oklahoma）などの場所で発見された。多くの白人がお金を稼ぐために州に殺到した。オクラホマの「オールド・マネー」のエリート家族の多くは、この時を彼らの上昇の日付と記すことができる。1920年代の反映は、フィルブルック美術館（w:Philbrook Museum of Art）に変換されたタルサ大邸宅や、タルサのダウンタウンのアール・デコ建築のような、この時代から生き残った建造物に見ることができる。
オクラホマにとって、20世紀の最初の四半世紀は政治的に乱れていた。多くの異なるグループが州に押し寄せた。州のほとんどの地域はジム・クロウ法を個々の都市の中で遵守し、他のどの非白人に対しても偏見で人種的に分離されていた当時、白人と離れて暮らすことを選んだアフリカ系アメリカ人の集団が作った町、「ブラック・タウンズ」が州全体に登場した。ノーザンタルサ近郊のグリーンウッド（w:Greenwood, Tulsa, Oklahoma）は、そこの活気のあるビジネスと文化的宗教的コミュニティのために、ブラック・ウォール・ストリート、黒人ウォール街として知られた。このエリアは合衆国の最も致命的な人種暴動のひとつである1921年のタルサ人種虐殺の場所であった。
オクラホマ社会党はこの時代、何十もの党機関紙の発行と数百人の選出された地方職員を含む、わずかな度合いの成功を遂げた。その小さな党は、1914年に12,000人の会員から支払われる、この時オクラホマで最も高い一人当たりの会費を有していた。彼らの成功の多くは、黒人とインディアンの有権者へ訴える彼らの意欲（彼らはジム・クロウ法に抵抗し続けた唯一の政党であった）と、伝統的なマルクス主義のイデオロギーを変更する彼らの意欲（最も大きい変更は、広範囲にわたる小規模の土地所有権の党の支援と、「社会主義の福音」を説くためにはっきりと宗教を使用する彼らの意志であった）、そしてそうすることが意味を持ったことに由来した。また州の党は、大統領候補にユージン・デブスを立てて、国で最も高い投票数の一部を与えた。
党は後に、グリーン・コーンの反乱（w:Green Corn Rebellion）と、戦争や資本主義に反対を表明した者に対する第一次世界大戦の時代の被害妄想に続く、超抑圧的な環境をもたらした「ホワイト・テラー」、"白い恐怖"の時代に、跡形もなく崩壊した。世界産業労働組合は、この時期に躍進しようとしたが、ほとんど成功しなかった。クー・クラックス・クランもまた特に活動的であったが、実際には1950年代の州政府による大きなキャンペーンに続いて排除された。

### ダストボウル時代
世界恐慌の絶頂時、干ばつと下手な農業の慣習はダストボウルへと導いた。大規模な砂塵嵐が広い耕地から土をさらい、それを近くの農場や牧場、遠く離れた州、大西洋、そして時にはイギリスまで吹き飛ばした。結果として起こった不作によって、多くの小さい農家が揃って州から逃れざるを得なくなった。最もしつこい砂塵嵐は主にパンハンドル地域に影響したが、州の大部分は一時的な砂埃、周期的な激しい干ばつ、一時的な暑い熱を経験した。アルヴァ、アルタス、ポテューなどの町は1936年の記録的な夏に、摂氏49度の温度を記録した。
農業機械技術における進歩は、同時により少ない労働集約的な作物の生産を可能にした。多くの大地主と農園主は、彼らが新しい技術を必要とした以上の労働力を持っており、連邦の農業調整法は生産の縮小を課した。アメリカ南部とオクラホマ東部、南部の大部分にわたるプランテーションの所有者は、彼らの負債のシェアクロッパー（小作人）を解放して追い立てた。彼らの仕事の機会が地元にはほとんどない中で、彼らの多くは解放されたが、貧しい黒人と白人は、出稼ぎの農場労働者として、また第二次世界大戦の開戦の後には工場で働くために、比較的栄えていたカリフォルニア州へと逃げた。
ジョン・スタインベックによる「怒りの葡萄」、ドロシア・ラングの写真、ウディ・ガスリーの歌は、この時代からの悲哀を物語る。食べ物をあさっている動物に近い状態の根無しの出稼ぎ労働者としての「オーキー」（w:Okie）という言葉の否定的なイメージは、多くのオクラホマ人を大いに怒らせた。これらの作品はしばしば、グレートプレーンズの激しい砂塵嵐から逃れるアメリカ南西部の元小作人の体験を混ぜる。彼らは主に極度の貧困を取り挙げるが、オクラホマから逃れた者も留まった者も、かなりの大部分の人々は、不況の時代に非常に貧しい暮らしを強いられた。オクラホマの政治家の中には、オクラホマ人の品行と特性を非難するものとして、「怒りの葡萄」を（しばしばそれを読まないで）糾弾した者もいた。

## 第二次世界大戦後
近年の「オーキー」という言葉は、過去数十年で新しい意味を持ち始めた。多くのオクラホマ人（過去と現在の）がこのレッテルを名誉の印（オーキーの生き残った態度の象徴）として身につけている。他の者（ほとんどがダストボウル時代を生きた人々）は、「オーキー」の移住者を西海岸へ移住した腰抜けと見なすので、まだこの用語を否定的なものと見ている。
大恐慌時代の後のオクラホマの歴史の大きなトレンドは、部族の自治権の復興（部族の自動車ナンバープレートの発行、部族のタバコ店、カジノ、食料品店、その他の営利事業を含む）、ティンカー空軍基地（w:Tinker Air Force Base）の建設、オクラホマシティとタルサ郊外の急成長、オクラホマ西部の過疎化、1980年代の石油ブームと1990年代の石油不況、そしてオクラホマシティ連邦政府ビル爆破事件が挙げられる。
オクラホマの100周年の祝賀が近づくにつれ、石油不況の後も大きく人口が減り続けた、オクラホマの小さな町と人口の中心地を蘇らせるため、大きな努力が州と地元のリーダーたちに引き受けられている。